# Mutua Madrileña Madrid Open 2009
Mutua Madrileña Madrid Open 2009 — 20-й розыгрыш ежегодного профессионального теннисного турнира среди мужчин и женщин, проводящегося в испанском городе Мадрид и являющегося частью тура ATP в рамках серии Masters 1000 и тура WTA в рамках серии Premier Mandatory. Турнир прошёл с 8 по 17 мая. Соревнование продолжало околоевропейскую серию грунтовых турниров, подготовительную к майскому Roland Garros.
Прошлогодние победители:
- в мужском одиночном разряде —  Энди Маррей
- в мужском парном разряде —  Мариуш Фирстенберг /  Марцин Матковский

## Общая информация
В межсезонье, в связи с реформой календарей теннисного профессионального тура, мадридское соревнование сменило покрытие, место и время проведения, переехав с крытых хардовых кортов комплекса Madrid Arena на открытые грунтовые корты комплекса Caja Mágica; в связи с финансовыми проблемами у турнира в Берлине, испанские организаторы смогли заполучить себе его лицензию женского турнира высшей категории, дополнив свой чемпионат ещё двумя разрядами. Сроки проведения соревнования были изменены: приз переехал в календаре с октября на май.

## Соревнования

### Мужчины. Одиночный турнир
Роджер Федерер обыграл  Рафаэля Надаля со счётом 6-4, 6-4.
- Федерер выигрывает 1-й титул в сезоне и 58-й за карьеру в основном туре ассоциации.
- Надаль уступает 2-й финал в сезоне и 10-й за карьеру в основном туре ассоциации.

### Женщины. Одиночный турнир
Динара Сафина обыграла  Каролину Возняцки со счётом 6-2, 6-4.
- Сафина выигрывает 2-й титул в сезоне и 11-й за карьеру в туре ассоциации.
- Возняцки уступает 3-й финал в сезоне и 4-й за карьеру в туре ассоциации.

### Мужчины. Парный турнир
Даниэль Нестор /  Ненад Зимонич обыграли  Симона Аспелина /  Уэсли Муди со счётом 6-4, 6-4.
- Нестор выигрывает 5-й титул в сезоне и 60-й за карьеру в основном туре ассоциации.
- Зимонич выигрывает 5-й титул в сезоне и 28-й за карьеру в основном туре ассоциации.

### Женщины. Парный турнир
Кара Блэк /  Лизель Хубер обыграли  Квету Пешке /  Лизу Реймонд со счётом 4-6, 6-3, [10-6].
- Блэк выигрывает 3-й титул в сезоне и 49-й за карьеру в туре ассоциации.
- Хубер выигрывает 3-й титул в сезоне и 37-й за карьеру в туре ассоциации.